# Nouchka Fontijn
Nouchka Fontijn est une boxeuse néerlandaise née le 9 novembre 1987 à Rotterdam.

## Carrière
Évoluant dans la catégorie poids moyens, sa carrière de boxeuse amateur est principalement marquée par une médaille d'argent remportée aux jeux olympiques de Rio en 2016. Elle est par ailleurs médaillée d'argent aux championnats du monde d'Astana en 2016 et médaillée de bronze à Jeju en 2014. Au niveau européen, Nouchka Fontijn a remporté le titre à Bucarest en 2014 et la médaille d'argent à Rotterdam en 2011.

## Palmarès

### Jeux olympiques
- Médaille d'argent en -75 kg en 2016 à Rio de Janeiro[1],[2].

### Championnats du monde de boxe
- Médaille d'or en -75 kg en 2019 à Oulan-Oude, Russie.
- Médaille d'argent en -75 kg en 2016 à Astana, Kazakhstan.
- Médaille de bronze en -75 kg en 2014 à Jeju, Corée du Sud.

### Championnats d'Europe de boxe
- Médaille d'or en -75 kg en 2018 à Sofia, Bulgarie.
- Médaille d'or en -75 kg en 2014 à Bucarest, Roumanie.
- Médaille d'argent en -75 kg en 2011 à Rotterdam, Pays-Bas.

### Jeux européens
- Médaille d'or en -75 kg en 2015 à Bakou, Azerbaïdjan.
- Médaille d'argent en -75 kg en 2019 à Minsk, Biélorussie